# Ilyocryptus sordidus
Ilyocryptus sordidus is een watervlooiensoort uit de familie van de Ilyocryptidae. De wetenschappelijke naam van de soort is voor het eerst geldig gepubliceerd in 1848 door Liévin.